# Natale Dossena
Natale Dossena (Cremona, 13 giugno 1907 – Cremona, 27 gennaio 1967) è stato un calciatore italiano, di ruolo attaccante.
Veniva chiamato anche Dossena II per distinguerlo da Guido Dossena.

## Caratteristiche tecniche
Ha giocato come attaccante, nei ruoli di centravanti e mezzala.

## Carriera
Dopo aver militato nel Casalbuttano durante il servizio militare, passa alla Cremonese con cui disputa il campionato di Divisione Nazionale 1928-1929 e il successivo campionato di Serie A a girone unico. Esordisce nella massima serie il 12 gennaio 1930, nella vittoria sul campo del Padova; a fine stagione i grigiorossi retrocedono, e Dossena viene riconfermato tra i cadetti. Schierato come titolare, vive la propria miglior stagione in termini realizzativi, con 18 reti in 26 partite; disputa anche una partita come portiere, sul campo della Monfalconese, nella sconfitta per 2-1 del 5 ottobre 1930.
Nel 1932, dopo la sua quarta e ultima stagione a Cremona, lascia la squadra e si trasferisce alla Sampierdarenese, sempre in Serie B. Vi rimane per due stagioni, nelle quali non si ripete ai livelli realizzativi delle annate precedenti, totalizzando 35 presenze e 7 reti; nel 1934, dopo la promozione in Serie A, viene lasciato libero, e fa ritorno alla Cremonese: mai impiegato nel campionato di Serie B 1934-1935, disputa le sue ultime 5 presenze con i grigiorossi nella stagione successiva, in Serie C.
Posto in lista di trasferimento, dopo aver trascorso un periodo senza ingaggio nel campionato 1937-1938 milita nel Galbani Melzo, formazione di Serie C che lascia a fine stagione, per trasferirsi al Mantova, ancora in terza serie.
Conta 14 presenze in Serie A e 77 presenze in Serie B.

## Palmarès
- Campionato italiano di Serie B: 1

Sampierdarenese: 1933-1934
- Serie C: 1

Cremonese: 1935-1936